# Azumah Nelson
Azumah Nelson (Accra, 19 settembre 1958) è un ex pugile ghanese campione del mondo dei pesi piuma (1984-1988) e dei superpiuma (1988-1997).

## Gli inizi
Da dilettante è stato campione mondiale militare, tra i pesi piuma, a Lagos nel 1978.

## La carriera
Professionista dal 1979, ebbe un avvio sensazionale con 13 vittorie consecutive, di cui 11 per KO. Ciò lo portò a conquistare i titoli di campione del Commonwealth e d'Africa dei pesi piuma. 
Il 21 luglio 1982 si batté quindi per il titolo mondiale WBC contro il quasi coetaneo ma ben più esperto (45 incontri alle spalle) campione Salvador Sánchez che gli inflisse l'unica sconfitta prima del limite della carriera, con un KOT al 15º round. L'incontro fu disputato al Madison Square Garden ed è stato inserito all'83º posto nella lista compilata da Ring Magazine dei 100 più grandi combattimenti di tutti i tempi, con titolo in palio. Fu l'ultimo match combattuto da Sanchez, che morì 22 giorni dopo, il 12 agosto 1982, in un incidente d'auto.
Nelson si rifece due anni più tardi, battendo Wilfredo Gómez per KO all'11º round a San Juan di Porto Rico, l'8 dicembre del 1984 e togliendogli il mondiale WBC dei piuma, che detenne fino al 1988. Dal 1988 al 1994 e dal 1995 al 1997 fu anche campione mondiale WBC dei superpiuma. Il 19 maggio del 1990 tentò anche il mondiale dei leggeri, ma fu sconfitto ai punti da Pernell Whitaker.
Nel 2008, dieci anni dopo essersi ritirato, ha disputato un ultimo match contro l'ex campione mondiale Jeff Fenech.
La International Boxing Hall of Fame lo ha ammesso fra i più grandi pugili di ogni tempo. Nel 2002 la rivista The Ring lo ha collocato al 3º posto in una propria classifica dei migliori pesi superpiuma della storia del pugilato. Nel 2002 la medesima rivista lo ha collocato al 15º posto in quella dei migliori pesi piuma e al 65º posto in quella degli 80 migliori pugili degli ultimi 80 anni.